# 상하이 앨리스 환악단
상하이 앨리스 환악단(일본어: 上海アリス幻樂団, 영어: Team Shanghai Alice)은 일본의 동인 서클이다. 탄막 슈팅 게임인 《동방 프로젝트》를 주로 개발하기로 유명하다.

## 개요
일종의 동인 서클이며, 멤버가 ZUN 단 한 명인 1인 서클이다. ZUN이 프로그래밍, 작화, 음악 등등의 모든 개발을 맡고 있다. 단, 일부 외전 작품은 다른 동인 서클인 황혼 프론티어와 공동으로 제작을 한다. ZUN의 정체는 전 타이토 출신 게임 개발자인 오타 준야이며, 《라쿠가키 왕국》과 《무인가》의 개발에 참여한 사실이 알려져 있다.

## 작품

### 동방 프로젝트 작품군
자세하게는 동방 프로젝트 및 각 작품의 항목을 참조.

#### 게임 작품
- 상하이 앨리스 환악단 설립 이전의 작품
  - 동방영이전 〜 The Highly Responsive to Prayers. (1996년 11월 도쿄 전기 대학 이공학부 구산제 발표)
  - 동방봉마록 〜 the Story of Eastern Wonderland. (1997년 8월 코믹 마켓(이하 〈Cxx〉라고 축약)52 발표)
  - 동방몽시공 〜 The Phantasmagoria of Dim.Dream. (1997년 12월 C53 발표)
  - 동방환상향 〜 Lotus Land Story. (1998년 8월 C54 발표)
  - 동방괴기담 〜 Mystic Square. (1998년 12월 C55 발표)
- 상하이 앨리스 환악단 설립 이후의 작품
  - 동방홍마향 〜 the Embodiment of Scarlet Devil. (2002년 8월 C62 발표)
  - 동방요요몽 〜 Perfect Cherry Blossom. (2003년 8월 C64 발표)
  - 동방영야초 〜 Imperishable Night. (2004년 8월 C66 발표)
  - 동방화영총 〜 Phantasmagoria of Flower View. (2005년 8월 C68 발표)
  - 동방문화첩 〜 Shoot the Bullet. (2005년 12월 C69 발표)
  - 동방풍신록 〜 Mountain of Faith. (2007년 8월 C72 발표)
  - 동방지령전 〜 Subterranean Animism. (2008년 8월 C74 발표)
  - 동방성련선 〜 Undefined Fantastic Object. (2009년 8월 C76 발표)
  - 더블 스포일러 〜 동방문화첩 (2010년 3월 제7 회 하쿠레이 신사 예대제 발표)
  - 요정대전쟁 〜 동방삼월정 (2010년 8월 C78 발표)
  - 동방신령묘 〜 Ten Desires. (2011년 8월 C80 발표)
  - 동방휘침성 〜 Double Dealing Character. (2013년 8월 C84 발표)
  - 탄막 아마노자쿠 〜 Impossible Spell Card. (2014년 5월 제11 회 하쿠레이 신사 예대제 발표)
  - 동방감주전 〜 Legacy of Lunatic Kingdom. (2015년 8월 C88 발표)
  - 동방천공장 〜 Hidden Star in Four Seasons. (2017년 8월 C92 발표)
  - 비봉 나이트메어 다이어리 〜 Violet Detector. (2018년 8월 C94 발표)
  - 동방귀형수 〜 Wily Beast and Weakest Creature. (2019년 8월 C96 발표)
  - 동방홍룡동 〜 Unconnected Marketeers. (2021년 5월 스팀 발표)
  - 불릿필리아들의 암시장 〜 100th Bullet Market. (2022년 8월 C100 발표)
  - 동방수왕원 〜 Unfinished Dream of All Living Ghost. (2023년 8월 C102 발표)
  - 동방금상경 〜 Fossilized Wonders. (2025년 8월 C106 발표)
- 황혼 프론티어와의 공동 제작
  - 동방췌몽상 〜 Immaterial and Missing Power. (2004년 12월 C67 발표)
  - 동방비상천 〜 Scarlet Weather Rhapsody. (2008년 5월 제5 회 하쿠레이 신사 예대제 발표)
  - 동방비상천칙 〜 초대형 기뇰의 수수께끼를 쫓아 (2009년 8월 C76 발표)
  - 동방심기루 〜 Hopeless Masquerade. (2013년 5월 제10 회 하쿠레이 신사 예대제 발표)
  - 동방심비록 〜 Urban Legend in Limbo. (2015년 5월 제12 회 하쿠레이 신사 예대제 발표)
  - 동방빙의화 〜 Antinomy of Common Flowers. (2017년 12월 C93 발표)
  - 동방강욕이문 〜 수몰된 침수지옥 (2021년 10월 스팀 발표)

## 같이 보기
- 동방 프로젝트